# Австралийская фондовая биржа
Австрали́йская фо́ндовая би́ржа (англ. Australian Securities Exchange, ASX) — главная фондовая и фьючерсная биржа Австралии, в 1987 году объединившая биржи в Сиднее, Брисбене, Аделаиде, Хобарте, Мельбурне и Перте. ASX является публичной компанией, акции которой торгуются на самой бирже. Главная торговая площадка располагается в здании «Биржевой центр» (англ. Exchange Centre) в городе Сидней, Новый Южный Уэльс.

## История
Начиная с 1850-х годов в Австралию началась массовая иммиграция свободного населения, во многом связанная с открытием месторождений золота и других полезных ископаемых. Последующее бурное развитие добывающей и обрабатывающей промышленности создало необходимость открытия площадки, на которой могли бы торговаться ценные бумаги местных компаний. Многие иммигранты приезжали из Британии, страны, в которой традиции биржевой торговли насчитывали уже не одну сотню лет и более 50 лет функционировала одна из старейших бирж в мире — Лондонская фондовая биржа.
В течение следующих 30 лет практически в каждом крупном городе Австралии появились свои торговые площадки: Мельбурн — 1861 год, Сидней — 1871 год, Хобарт — 1882 год, Брисбен — 1884 год, Аделаида — 1887 год, Перт — 1889 год. Таким образом, первые биржи на территории Австралии возникли раньше, чем разрозненные штаты объединились в единое государство (1901 год).

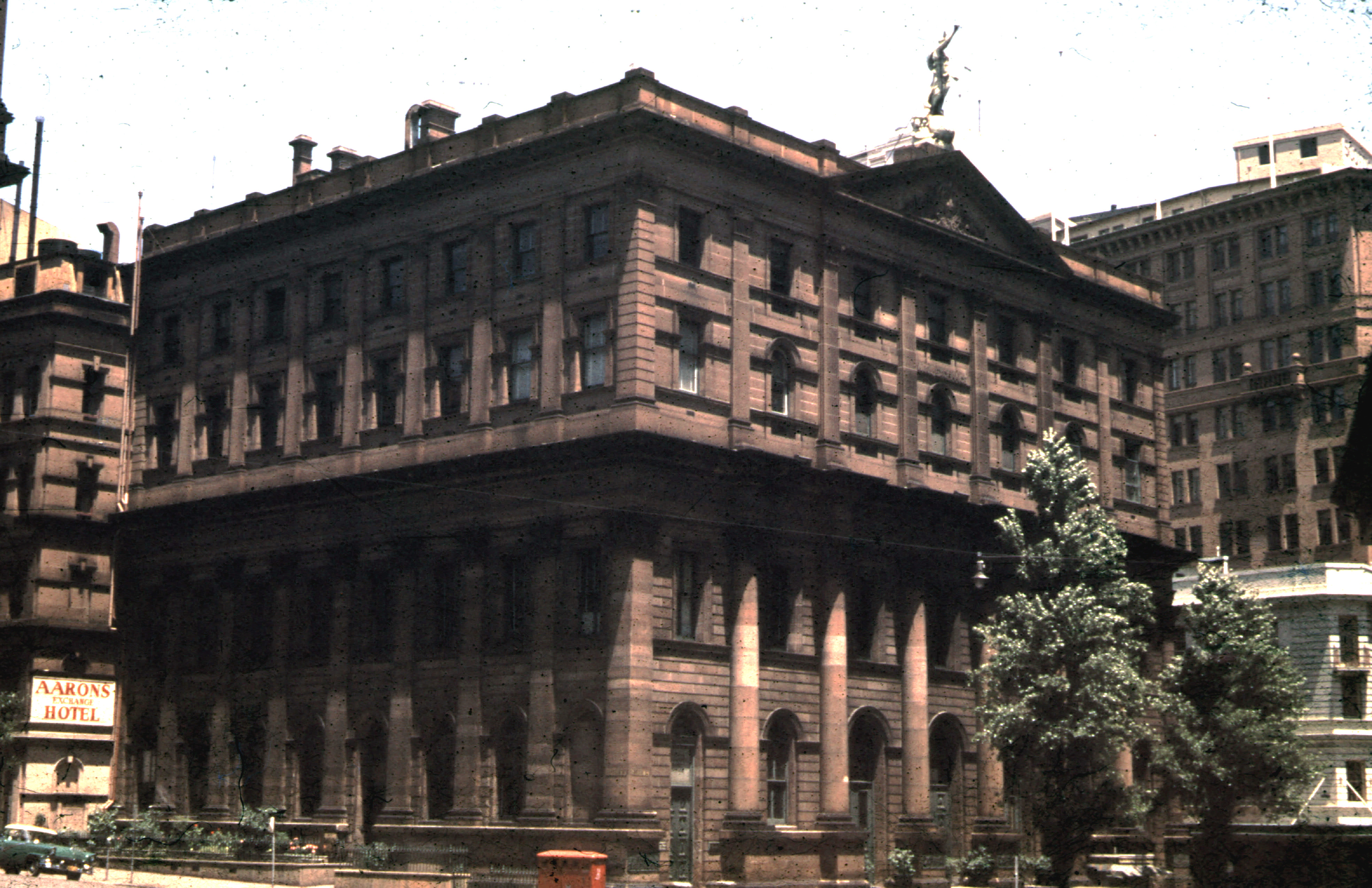
Здание биржи Сиднея, 1959 год

Руководство бирж было независимым друг от друга, однако регулярно проводились неформальные встречи, на которых брокеры обсуждали, в каком направлении развиваться биржевой торговле в Австралии. Первая конференция, объединившая брокеров всех бирж, состоялась в 1903 году в Мельбурне. В дальнейшем собрания проводились ежегодно до 1937 года, когда было принято решение объединить биржи в единую организацию. Так появилась Ассоциация австралийских фондовых бирж (англ. Australian Associated Stock Exchanges, AASE), в руководство которой входили представители всех шести торговых площадок континента. За первое время своего существования ассоциация установила общие правила проведения торгов на бирже, правила деятельности брокеров, размер комиссий, которые брокеры имели право брать за свою работу.
В 1960 году была основана Сиднейская фьючерсная биржа. Первоначально на ней торговались фьючерсы на шерсть, а с 1978 года также и на золото, с 1979 года — финансовые контракты.
В апреле 1987 года актом парламента была создана компания Australian Stock Exchange Limited (ASX), управляющая всеми шестью фондовыми биржами Австралии. Тогда же была запущена автоматическая система торгов акциями. В 1998 году ASX стала первой в мире компанией по управлению биржами, которая разместила свои акции на собственной бирже.
В 2006 году произошло слияние ASX с SFE Corporation (управляющей компанией Сиднейской фьючерсной биржи). В результате образовалась 9-я крупнейшая биржа в мире.

## Современное состояние

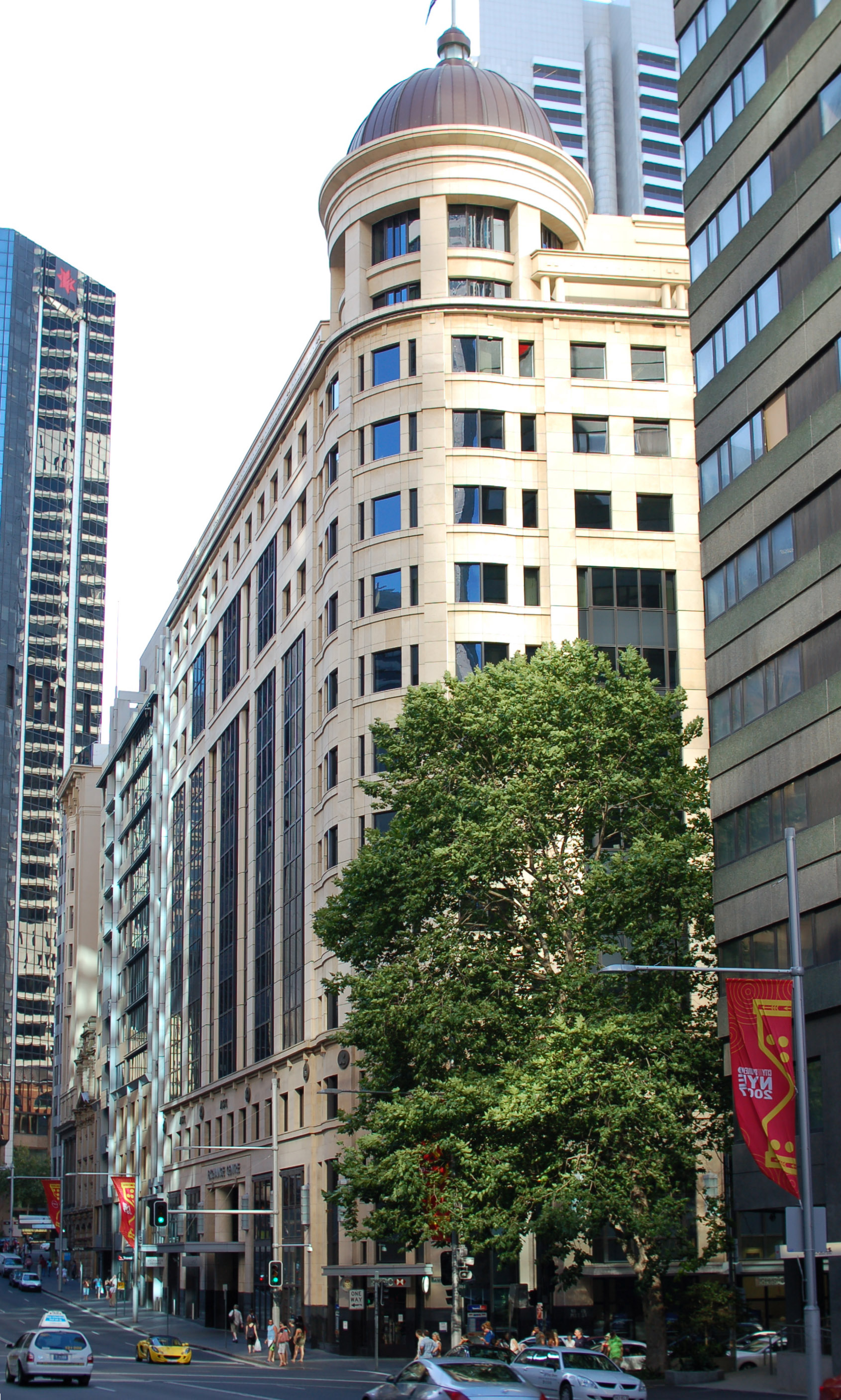
«Биржевой центр», Сидней

Деятельность биржи регулируется Австралийской комиссией по инвестициям и ценным бумагам (англ. Australian Securities and Investments Commission).
Крупнейшими брокерскими конторами на рынке ценных бумаг Австралии являются компании Macquarie Group, Goldman Sachs, UBS, Citigroup, Merrill Lynch, Credit Suisse First Boston, Deutsche Bank, ABN AMRO, CommSec и Morgan Stanley.
Биржа входит в Федерацию фондовых бирж Азии и Океании.
По состоянию на конец июня 2023 года на бирже котировались акции 1958 австралийских компаний и 153 иностранных компаний, а также 144 наименования других ценных бумаг. Рыночная капитализация составляла 2,5 трлн австралийских долларов.

### Фондовые индексы
S&P/ASX 200 — главный фондовый индекс ASX, складывается из 200 самых торгуемых акций или «голубых фишек» биржи. Менее значимыми индексами ASX являются S&P/ASX 300, S&P/ASX 100 и S&P/ASX 50.

### «Голубые фишки»
Из торгуемых на ASX акций самую большую рыночную капитализацию имеют акции таких компаний, как BHP, Commonwealth Bank of Australia, Telstra, Rio Tinto, National Australia Bank и Australia and New Zealand Banking Group.

## Отделения в различных штатах Австралии
- Сидней — Exchange Centre — 20 Bridge Street, Sydney, NSW, 2000
- Мельбурн — Rialto Towers — South Tower, Level 45, 525 Collins Street, Melbourne, VIC, 3000
- Брисбен — Riverside Centre — Level 5, 123 Eagle Street, Brisbane, QLD, 4000
- Аделаида — Level 25, 91 King William Street, Adelaide, SA, 5000
- Перт — Exchange Plaza — 2 The Esplanade, Perth, WA, 6000